# Perlin et Pinpin
 (juin 2012).
Si vous disposez d'ouvrages ou d'articles de référence ou si vous connaissez des sites web de qualité traitant du thème abordé ici, merci de compléter l'article en donnant les références utiles à sa vérifiabilité et en les liant à la section « Notes et références ».
Pour les articles homonymes, voir Perlin (homonymie).
Perlin et Pinpin sont les héros éponymes de la série de bande dessinée pour enfants Perlin et Pinpin, les joyeux nains, créée par le Français Maurice Cuvillier et publiée à partie de septembre 1940 dans l'hebdomadaire Âmes vaillantes. Régulièrement recueillie en album, la série a fait l'objet de reprises jusque dans les années 1990.

## Présentation
Perlin et Pinpin sont des petits personnages qui connaissent des aventures fantastiques dans des environnements inattendus comme l'évoquent les titres des différents albums.

## Éditions
Le 22 septembre 1940, Perlin et Pinpin font une première apparition dans le magazine Âmes vaillantes.
En 1943, Fleurus leur consacre, dans la collection Croisade des enfants, un premier ouvrage important: Perlin et Pinpin les joyeux nains.
Mais c'est dans les années 1950 que les deux petits héros vont connaître le succès grâce à une série publiée par Fleurus dans la collection Fleurette (comme les aventures de Sylvain et Sylvette, du même auteur avec la même présentation et le même format à l'italienne).
Douze albums ont ainsi été publiés, numérotés de 101 à 112 :
- no 101 : Chez le professeur Duradar - 1954
- no 102 : Chez les abeilles - 1954
- no 103 : Chez les abeilles (suite et fin) - 1954
- no 104 : Au pays des jouets - 1954
- no 105 : Chez les poissons  - 1956
- no 106 : Vedettes de cirque - 1956
- no 107 : Au château de la peur - 1956
- no 108 : Au pôle Nord - 1956
- no 109 : Chez les oiseaux - 1957
- no 110 : Au pays des chansons - 1957
- no 111 : Chez les fées - 1957
- no 112 : Chez les lutins - 1957

Dans les années 1950, la série est reprise par Jean Dupin.
Dans les années 1960, la série est reprise par le dessinateur et scénariste Claude Dubois.
La série était publiée dans l'hebdomadaire Perlin et Pinpin (Perlin et Pinpin est aussi le titre d'un magazine publié dans les années 1940, puis à partir de 1956).
La série est enfin reprise par Didier Savard, dessinateur, sur un scénario de Sylvie Escudié et éditée par Helyode :
- La Grenouille noire (1993)
- La Poudre à remonter le temps (1993)
- La Planète des Sis (1994)
- La Chenille géante (1994)

## Autres supports
Les premières aventures de Perlin et Pinpin ont été publiées sous forme de films à images fixes, aux éditions Filmostat.